# 横浜市立菊名小学校
横浜市立菊名小学校は、神奈川県横浜市港北区にある横浜市立の小学校である。港北区、鶴見区に校区がまたがっている。

## 沿革
- 1951年 - 大綱小学校から分離独立する形で開校。
- 1953年 - プール完成。
- 1967年 - 原因不明の火災により、初代校舎が体育館を残し、焼失する。新校舎建築までの間、大綱小学校などの周辺校舎やプレハブ小屋を利用して授業を再開していた。
- 1968年 - 現校舎が完成。
- 1986年 - 体育館完成。
- 1988年 - プール完成。
- 2020年5月27日 - 令和2年度に基本構想を策定する建て替え対象校6校に選定される[1]。
- 2021年9月 - 開校70周年[2]。

## 特徴
生徒の自主性を尊重するため、チャイムは使用されない。地元住民のため、校内を通行できるよう、通常は校門は開いたままである。中学校は4つに分散する（大綱、篠原、樽町、上の宮）珍しい学校である。

## アクセス
- 横浜市営バス41系統、59系統、川崎鶴見臨港バス鶴01系統「菊名小学校入口」下車7分。
- 菊名駅から徒歩15分程度。